# Maxi Jazz

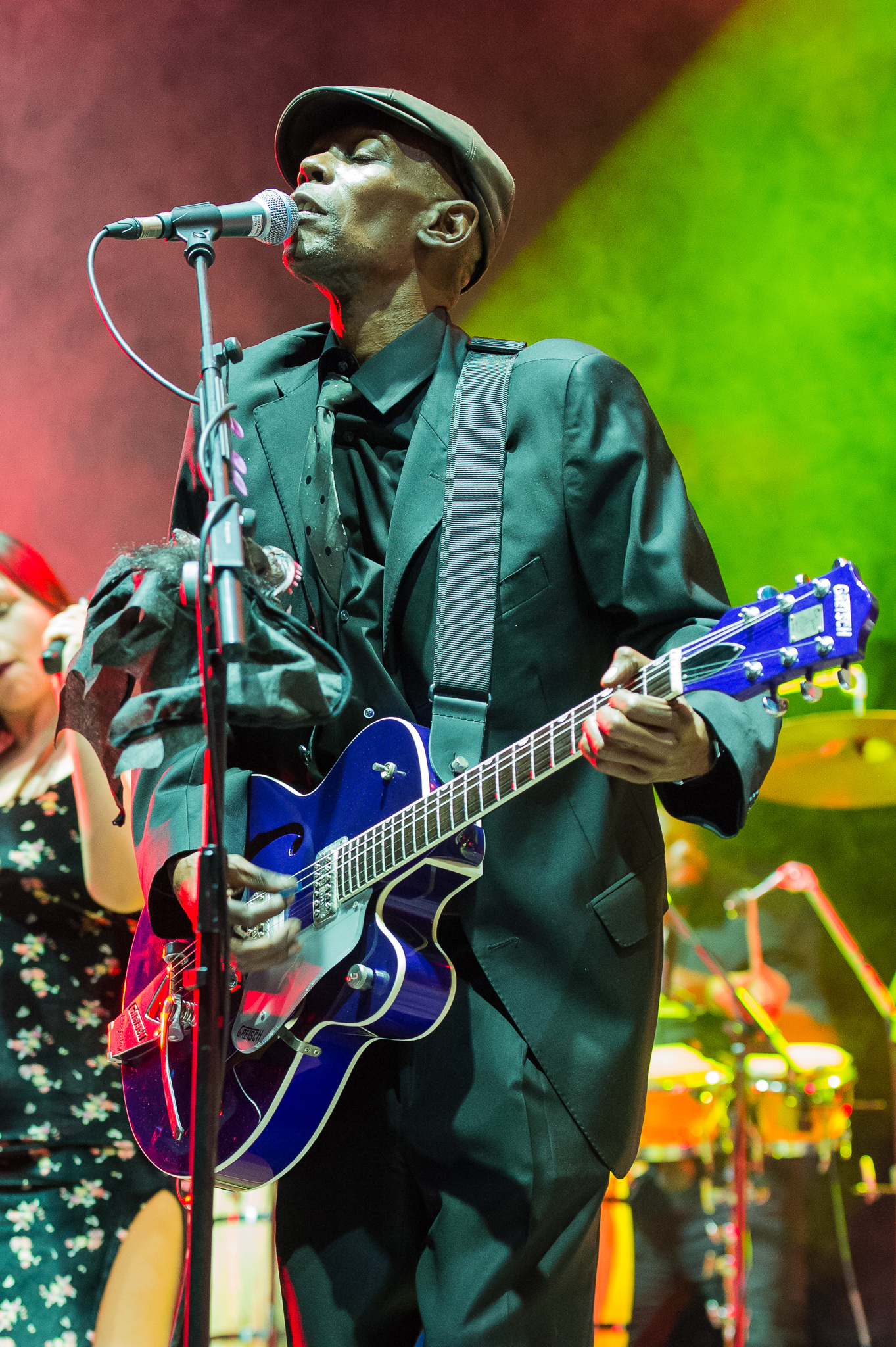
Maxi Jazz bei Rock im Park (2015)

Maxwell Alexander Fraser (* 14. Juni 1957 in Brixton, London; † 24. Dezember 2022 ebenda), besser bekannt als Maxi Jazz, war ein britischer Rapper, Sänger und Songwriter. Er war vor allem als Frontmann der Band Faithless bekannt, die Mitte der 1990er Jahre mit Songs wie Salva Mea, Insomnia und God Is a DJ internationale Charterfolge hatte.

## Leben
Maxi Jazz gründete als DJ 1984 The Soul Food Cafe System, nachdem er ein Jahr zuvor Hip-Hop für sich entdeckt hatte. Im Jahr 1987 brachte er diesen Sound zum Piratensender LWR.
Maxi gründete 1992 Namu Records, um das Material der Band in Form von drei EPs herauszubringen. Die Band tourte als Vorgruppe für verschiedene Künstler, z. B. Jamiroquai in Amsterdam, Soul II Soul in Barcelona, Galliano in der Schweiz und Jason Rebello in Brasilien. Nachdem sich die Band aufgelöst hatte, arbeitete Maxi in ganz Europa und arbeitete mit Jah Wobble auf dem Album Invaders of the Heart zusammen, gefolgt von Live-Konzerten mit Wobble Collective.
Maxi Jazz traf Rollo Armstrong in einem Studio und formierte mit ihm Faithless, zusammen mit Jamie Catto und Sister Bliss. Als Anhänger der neuen religiösen Bewegung Sōka Gakkai stand Maxis Glaube in einem Kontrast mit dem Namen „Faithless“, der während des Schreibens des Songs Salva Mea ausgewählt wurde. Rollo bat Maxi einen Song über Frustration zu schreiben, weil das etwas war, auf das Maxi aufgrund eigener Erfahrungen Bezug nehmen konnte. Sein Werk umfasst eine Reihe von persönlichen und sozialen Themen, einschließlich des aktuellen Zeitgeschehens.
Im Jahr 2006 steuerte Maxi den Gesangspart für Tiëstos Song Dance4life bei. Er sang auch zusammen mit Robbie Williams auf der Single My Culture aus dem Kollaborationsalbum 1 Giant Leap. Seinen 50. Geburtstag feierte er am 15. Juni 2007 im Londoner Hyde Park als Headliner des O2 Wireless Festival 2007. In der Zugabe gratulierten ihm tausende Fans, indem sie Happy Birthday to You sangen.

## Privatleben
Er lebte in West Norwood, einem Stadtteil von London, war Anhänger der neuen religiösen Bewegung Sōka Gakkai und ein Fan des Londoner Fußballklubs Crystal Palace.
Maxi war sehr interessiert an Autos, er besaß einen Subaru Impreza P1, einen Ford Escort Mk2 RS2000, einen Ford Sierra RS Cosworth und einen Marcos LM500 R. 2005 fuhr er eine Ginetta und in den Jahren 2006 sowie 2007 im Porsche 997 GT3 Cup bei einigen Rennen des Porsche Carrera Cup Great Britain als Gastfahrer mit.
Am 9. Dezember 2001 war Maxi in einen schweren Autounfall verwickelt, weshalb einige von Faithless’ Großbritannien-Konzerten abgesagt werden mussten.
Maxi Jazz starb in der Nacht vom 23. auf den 24. Dezember 2022 nach langer Krankheit.

## Diskografie

### Singles
| Jahr | Titel Album                      | Höchstplatzierung, Gesamtwochen, AuszeichnungChartplatzierungen (Jahr, Titel, Album, Platzierungen, Wochen, Auszeichnungen, Anmerkungen) | Höchstplatzierung, Gesamtwochen, AuszeichnungChartplatzierungen (Jahr, Titel, Album, Platzierungen, Wochen, Auszeichnungen, Anmerkungen) | Höchstplatzierung, Gesamtwochen, AuszeichnungChartplatzierungen (Jahr, Titel, Album, Platzierungen, Wochen, Auszeichnungen, Anmerkungen) | Anmerkungen                                                                        |
| Jahr | Titel Album                      | DE | CH | UK | Anmerkungen                                                                        |
| ---- | -------------------------------- | --- | --- | --- | ---------------------------------------------------------------------------------- |
| 2002 | My Culture –                     | DE69 (3 Wo.)DE | CH51 (5 Wo.)CH | UK9 (6 Wo.)UK | Erstveröffentlichung: 8. April 2002 1 Giant Leap feat. Maxi Jazz & Robbie Williams |
| 2006 | Dance4life The Best of DJ Tiësto | DE74 (3 Wo.)DE | — | UK67 (3 Wo.)UK | Erstveröffentlichung: 18. August 2006 Tiësto feat. Maxi Jazz                       |